# Pidžama
Pidžama (eng. pajamas ili pyjamas iz perz. pai - noga i jama - odjeća) je odjevni predmet namijenjen nošenju tijekom spavanja. Izvorno potječe s područja Indijskog potkontinenta, gdje je pojam pidžame uključivao skup odjevnih predmeta za nošenje unutar kuće s različitim vrstama materijala, oblikovanja, podstave i dr.
Sama riječ pidžama preuzeta je iz hindustanskog pāy-jāma oko 1800. godine, koja potječe iz perzijskog pāy-jāmeh, a koristila se za spojeve majice i hlača različitih dužina ili materijala. U Indiju su pidžame donijeli muslimani, a tijekom britanske kolonijalne vladavine (Istočnoindijska kompanija) prihvaćaju je i Europljani.

## Materijali i dizajn
Izrađuju se od mekih tkanina poput pamuka, svile ili satena, ali i od umjetnih (sintetskih) materijala kao što je poliester. S obzirom na to da se koristi za spavanje, u pravilu treba biti udobna i široka. Ranije je muška pidžama bila flanelska i na pruge, a ženska svijetlih boja, dok su cvjetovi bili najčešći dezen. 

## Tehnologija
Najnovije tehničko dostignuće su svilene dermasilk pidžame s kapuljačom koje obavljaju termoregulaciju tjelesne temperature, ali i štite od bakterija i alergija. 

## Popularna kultura
Brojne su referencije vezane uz pidžame u popularnoj kulturi, posebice filmu i fotografiji, gdje može alegorijski označavati uspavanost portretiranog čovjeka ili slabost, jer su pidžame odjeća pacijentima tijekom boravka u bolnici.
Najpoznatija franšiza vezana uz pidžame su Banane u pidžamama, dječja televizijska serija s inačicama računalne igre i igračkama.
U razgovornom jeziku uvriježio se pojam zabave u pidžamama (eng. Pyjama party) kao oblik zabavnog okupljanja ljudi.
- Naslovnica časopisa Life od 23. studenog 1953.
- Igračka iz franšize Banane u pidžamama.
- Brazilski raper Fernandinho Beat Box.
- Oglas s pidžamom.
- Replika kipa David u 9. aveniji na Manhattnu s pidžamom, kao alegorija ubrzane svakodnevnice.
- Naslovnica stripa Pajama Party Peggy Swenson, rad Paula Radera.

## Vanjske poveznice
|  | Zajednički poslužitelj ima još gradiva o temi Pidžama |